# 蘋果日報 (台湾)
蘋果日報（ひんかにっぽう、Apple Daily、アップルデイリー）は、2003年に中華民国（台湾）で発行された繁体中国語の日刊新聞。日本語のメディアや書籍・文献では、題号を「リンゴ日報」などと訳すことがある。
香港の同名紙『蘋果日報』の台湾版であり、香港版と同じく香港の大手メディアグループ・壱伝媒（zh:壹傳媒有限公司、Next Digital Ltd.）の傘下にあった。

## 特徴
台湾での創刊当時は他紙を超える発行量と、全ページカラー印刷に加え既存紙が15元であったのに対し10元（発行当初は5元）との低価格路線を打ち出し、短期間で発行部数を増加させ台湾4大新聞の一翼を形成するに至った。
写真やイラストを多用し、三面記事、ゴシップを中心に構成されている。また、『ニューヨーク・タイムズ』に匹敵するページ数となっていた。
蘋果日報のアニメーションニュースサービスは、 「蘋果動新聞」（ひんかどうしんぶん）という。
壱伝媒傘下の日本語ニュースサービスは、 「TomoNews」という。

## 近年の動向
2019年9月2日より、ネット記事を有料化した（月額120台湾ドル、海外会員は5.99アメリカドル）。
2020年7月1日、ネット記事を再び無料化するとともに、有料会員には広告なしで閲覧できるようにした。
2021年5月14日、同月17日限りで紙版を廃刊し、ネット版「蘋果新聞網」に資源を集中させると発表。5月17日に最終号が発行された。
2021年6月24日、香港の蘋果日報廃刊後も、壱伝媒の傘下企業は全て財務上独立しているとして、台湾「蘋果新聞網」の運営は継続する旨発表した。
その後も経営が悪化した蘋果日報をめぐっては、シンガポールの投資会社が買収に名乗りを上げたが、買収交渉は難航した。
2022年8月31日をもってネット版の更新を停止。多くの社員は新たに設立された「壱蘋新聞網」（ネクストアップル）に移籍し、9月1日に配信をスタートした。